# Feeling Better
Feeling Better è una canzone scritta da Ferdinando Arnò, registrata della cantante italo-marocchina Malika Ayane e pubblicata come singolo il 29 agosto 2008, primo singolo estratto dall'album di debutto Malika Ayane pubblicato dalla Sugar Music.

## Il singolo
Pur ottenendo una buona accoglienza radiofonica, che fa rimanere Feeling Better ai vertici dell'airplay radiofonica per diverse settimane, il singolo entra nella classifica dei singoli più venduti in Italia soltanto il 22 gennaio 2009 alla dodicesima posizione. La settimana seguente il singolo di Malika Ayane arriva fino alla sesta posizione. Il 7 maggio, dopo diverse settimane fuori dalla Top 20, Feeling Better è rientrato in classifica direttamente alla nona posizione, spinto principalmente dal suo utilizzo contemporaneo in alcune campagne pubblicitarie televisive.

## Il video
Il video prodotto per Feeling Better è stato girato nel settembre 2008 e diretto da Marco Gentile per la Salom Film. Nel video Malika Ayane interpreta il brano indossando il curioso vestito fatto di piume che viene mostrato anche sulla copertina dell'album. Mentre la cantante interpreta il brano, alle sue spalle un maxi schermo mostra diverse ambientazioni. Intorno alla cantante alcuni ballerini vestiti da tennisti eseguono una bizzarra coreografia.

## Utilizzo nei media
Nel 2009, la canzone di Malika Ayane è stata utilizzata sia come accompagnamento musicale degli spot pubblicitari televisivi della campagna promozionale della Vodafone, che come colonna sonora del trailer del film Generazione 1000 euro. Queste forme di promozione hanno permesso alla canzone di rientrare nella top 10 della classifica italiana alla posizione 9 dopo ben 31 settimane di permanenza nella top 100.

## Tracce
Promo - CD-Single Sugar INS 157 (Bang!)
1. Feeling Better - 2:59

## Formazione
- Malika Ayane - voce
- Ferdinando Arnò - programmazione
- Cesare Chiodo - basso
- Lele Melotti - batteria
- Giorgio Cocilovo - chitarra

## Classifiche
| Classifica (2009) | Posizione massima |
| ----------------- | ----------------- |
| Italia            | 6                 |